# François Dollier de Casson
Pour les articles homonymes, voir Casson.
 (avril 2014).
Si vous disposez d'ouvrages ou d'articles de référence ou si vous connaissez des sites web de qualité traitant du thème abordé ici, merci de compléter l'article en donnant les références utiles à sa vérifiabilité et en les liant à la section « Notes et références ».
François Dollier de Casson, né au Grand-Fougeray en 1636 et mort à Montréal, le 27 septembre 1701, est un militaire, explorateur, ingénieur et missionnaire sulpicien chargé de développer la Nouvelle-France.
Il est considéré comme le second fondateur de Montréal et a écrit la première histoire de la ville.

## Biographie

### Jeunesse et études
François Dollier de Casson est né en 1636 au manoir de la Praye, paroisse de Fougeray (Ille-et-Vilaine) alors située dans le diocèse de Nantes.
Le 9 septembre 1651, ses parents « Écuyer Claude Dollier et Dame Françoise d'Escaillum, demeurant en leur maison de la Praye en Fougeray, achètent à Messire Charles d'Andigné, chevalier des ordres du Roy et seigneur-baron d'Angris en Anjou, la seigneurie du Plessis de Casson, de la Barillière (de Beaumont) et du Moulin cise en la paroisse de Casson, diocèse de Nantes », ainsi, le 11 septembre 1651, l’Écuyer François Dollier, âgé de 15 ans devient propriétaire du manoir et des terres de la Praye.
Selon A. De Brehier, la Seigneurie du Plessis de Casson a été achetée par son père (en 1651), afin de pouvoir ajouter la particule noble De Casson à son nom, toutefois, les propriétaires successifs du manoir de la Praye, descendants de l'écuyer Claude Dollier (père de François Dollier), ne portent jamais officiellement la particule De Casson.
Seul François Dollier ajoute cette particule De Casson à son nom, après son ordination en tant que prêtre sulpicien; lorsqu'il rejoint son affectation à Montréal, alors Seigneurie de l'Ordre de Saint-Sulpice, afin dit-on, de traiter d'égal à égal avec « ces Messieux de Saint-Sulpice », Seigneurs de l'Isle de Montréal.
Militaire à 16 ans (de 1652 à 1657) dans l'armée de Turenne, séminariste en 1657, année où il entre au Séminaire Saint-Sulpice à Paris pour y étudier jusqu'en 1666 année de son premier voyage en Nouvelle France, aumônier dans l'armée de Prouville de Tracy, engagée contre les Indiens Agners (Mohawks), explorateur aux côtés de René-Robert Cavelier de La Salle qui recherchait une voie fluviale en direction de la Chine, les Montréalais appelèrent les terres de Cavelier de La Salle La Chine par dérision, il évangélise les Indiens de la rivière Mississippi au Canada,
Pacificateur et diplomate près des Indiens Agners (Mohawks), Iroquois, Montagnais, Hurons, Outaouais et Algonquins), il s'opposa parfois avec force au Gouverneur de la Nouvelle France.
Créateur d'écoles afin d'enseigner aux Indiens, administrateur, architecte, ingénieur, il est le concepteur en 1680 du Canal de Lachine qui ne fut achevé qu'en 1825.

### Premier voyage 1666-1674

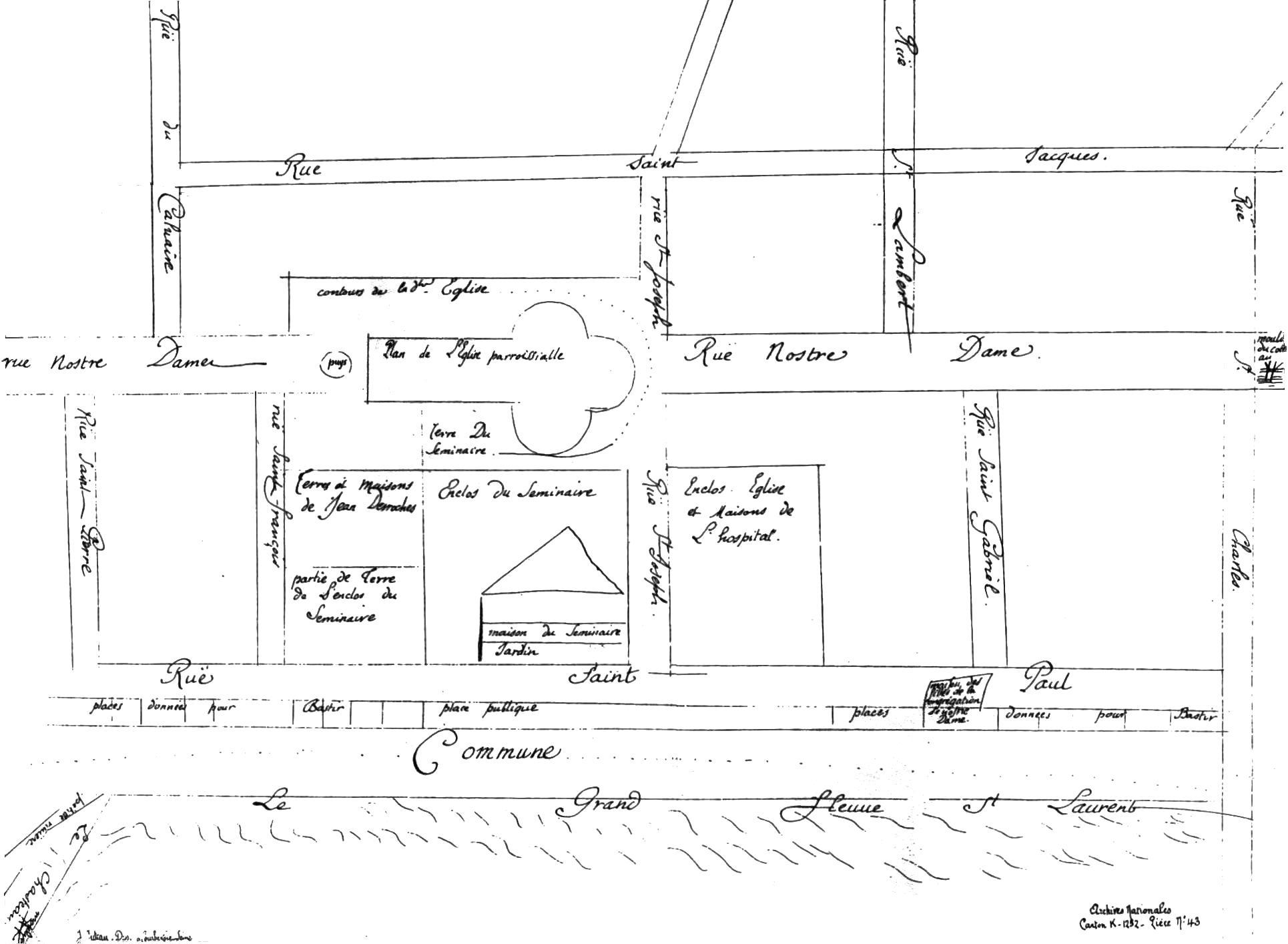
Plan des rues de Ville-Marie en 1672 par François Dollier de Casson, supérieur des Sulpiciens, seigneurs de l'île de Montréal.

En 1666, il part pour la Nouvelle France. L'hiver 1666-67 est une dure initiation alors qu'il est l'Aumonier d'Alexandre de Prouville de Tracy lors d'une expédition contre les Agniers (Mohawks). Il est envoyé la même année au fort Sainte-Anne du lac Champlain. L'année suivante, il est chargé de la cure des Trois-Rivières, l'espace d'un an.
Décidé à apprendre la langue algonquine, il se rend aux Grands Lacs avec René Bréhant de Galinée en juin 1669. Il revient par la rivière des Outaouais et arrive à Ville-Marie en juin 1670.
Il évangélise les Indiens de la rivière Mississippi, où il planta une croix et prit possession de la région au nom du Roy de France, avec cette inscription « François Dollier, prêtre du Diocèse de Nantes ».

#### Supérieur des Sulpiciens à Ville-Marie
Les Sulpiciens possesseurs de la Seigneurie de Montréal depuis 1663 demandèrent à Dollier de Casson de devenir le Supérieur de Montréal. Ainsi, en 1671, il est nommé Supérieur de l'Ordre de Saint-Sulpice et Grand Vicaire de Montréal, mission dans laquelle il s'engagea avec énergie.
Bien qu’il ne soit pas un homme de lettres, il commence en 1672 la rédaction de son manuscrit Histoire du Montréal. Dollier prétend que ce texte est dédié aux infirmes du Séminaire de Saint-Sulpice à Paris plutôt qu’à ses supérieurs. Avec l'aide de Bénigne Basset, arpenteur, il fait le premier tracé des rues de Montréal.
Quand les Sulpiciens décidèrent la construction d'une église, François Dollier de Casson en fit le plan en 1673. Cette première église Notre-Dame érigée dès 1674, servira de 1678 à 1829, date de construction de la Basilique Notre-Dame de Montréal.
Le 14 février 1674, en traversant un lac gelé, la glace se rompt, il reste plusieurs heures à demi immergé, il réussit cependant à regagner la rive mais attrape une très grave pneumonie, qui l'affaiblit de jour en jour, aussi, sur ordre de ses supérieurs, il rentre à l'automne 1674 en Bretagne se soigner chez sa sœur Renée, épouse de Gabriel Peschard, seigneur de Bossac, au château de la Thébaudais en Saint-Ganton, paroisse attenante à la paroisse de Grand-Fougeray, il y restera jusqu'au printemps 1678.
Pendant son séjour chez sa sœur Renée Peschard de Bossac, il sera le précepteur de ses deux neveux, moyennant une rente annuelle de 1 200 livres. Durant cette convalescence au château de la Thébeaudais, il continue la rédaction de son manuscrit Histoire du Montréal.

### Second voyage 1678-1701

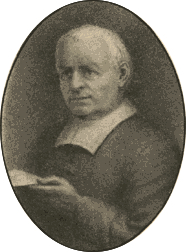
François Dollier de Casson en 1681.

Désirant revenir à Ville-Marie, il repart en Nouvelle France au printemps de 1678.
En 1680, il reprend l'idée de François de Salignac Fénélon, et conçoit les plans d'un canal visant à relier Ville-Marie et Lachine: le canal de Lachine. On commence les travaux mais des bancs rocheux amènent l'arrêt de l'entreprise. En juin 1689 la construction recommence à l'ouest mais elle est arrêtée brusquement en août par une attaque amérindienne qui massacre la plupart des colons de Lachine. En 1697, le canal Saint-Gabriel relie finalement la rivière Saint-Pierre à la Pointe-à-Callière.
De 1683 à 1688, il fait ériger le vieux séminaire de Saint-Sulpice de la rue Notre-Dame, édifice le plus ancien encore intact dans le Vieux-Montréal.
Il meurt le 27 septembre 1701[réf. nécessaire].
À sa mort, les Amérindiens diront de lui : « Dollier çà c'est un homme !!! »[réf. nécessaire]

## Œuvres
Restée à l'état de manuscrit, conservée à Paris, son Histoire du Montréal a finalement été publiée. Il existe plusieurs versions.
- Marcel Trudel et Marie Baboyant, Histoire du Montréal, Nouvelle édition critique, Montréal, Hurtubise HMH, coll. « Cahiers du Québec, Collection documents d'histoire », 1992, 342 p.
- François Dollier de Casson et Eusèbe Senécal, Histoire du Montréal, 1640-1672 : Édition conforme au manuscrit de Paris, Montréal, 1871 (1re éd. 1672) (présentation en ligne)
- A History of Montreal 1640-1672. Translated and Edited With a Life of the Author By Ralph Flentey, London: J. M. Dents & Sons, 1928